# Aloeides lutescens
Aloeides lutescens (tên tiếng Anh: Worcester Copper) là một loài bướm thuộc họ Lycaenidae. Đây là loài đặc hữu của Nam Phi, ở đó nó is known from sandy flats along the Breede River in the Worcester area and the Robertson Karoo in the West Cape.
Sải cánh khoảng 25–28 mm đối với con đực và 27–33 mm đối với con cái. Cá thể trưởng thành mọc cánh từ tháng 9 tới tháng 12 and again từ tháng 1 tới tháng 3 in two generations per year.
Ấu trùng ăn các loài Aspalathus.